# Cromarty Firth

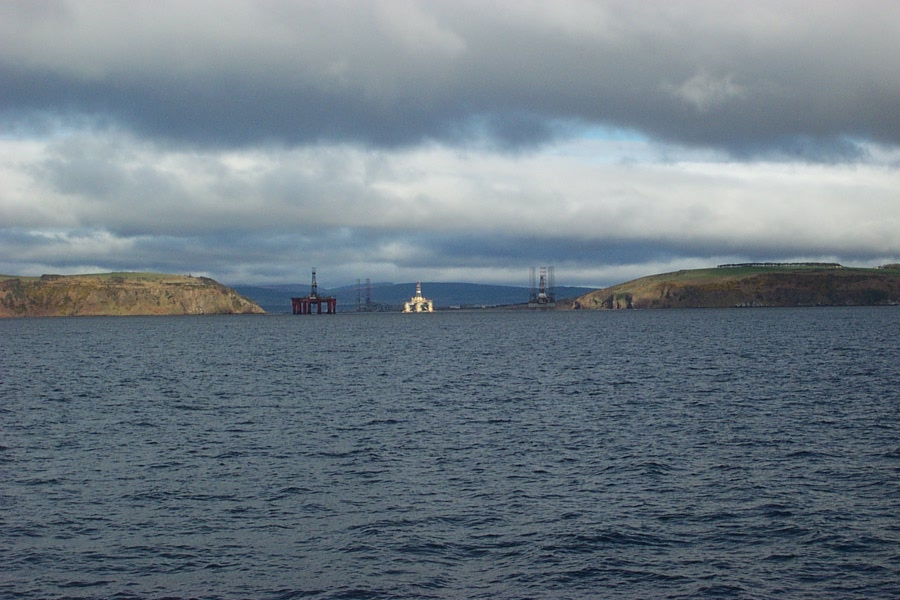
Ölbohrinseln an der Einfahrt des Cromarty Firth

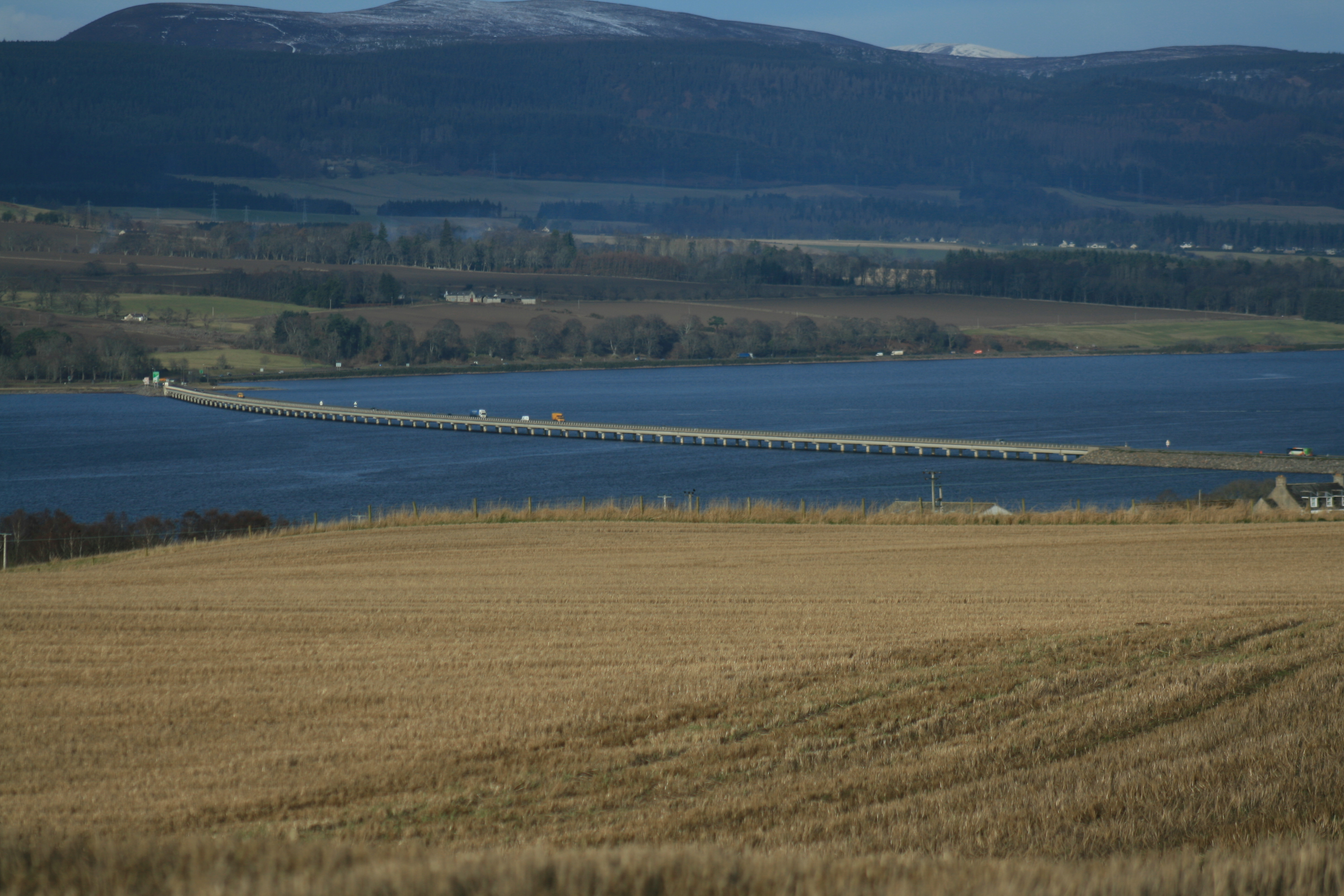
Die Cromarty Bridge nahe Dingwall

Der Cromarty Firth (schottisch-gälisch Caolas Chrombaidh) ist ein Meeresarm an der Nordküste des Moray Firth. Er reicht vom Moray Firth kommend etwa 30 km weit zunächst in westlicher dann in südwestlicher Richtung in die Landmasse hinein. An seinem Kopf befindet sich die Stadt Dingwall, an seiner Einfahrt Cromarty. Administrativ ist der Cromarty Firth der schottischen Council Area Highland zuzurechnen. Etwa 20 km südlich verläuft der Meeresarm Beauly Firth. Beide Meeresarme zusammen bilden die Küsten der Halbinsel Black Isle. Nahe Dingwall quert die Cromarty Bridge den Firth. Sie trägt mit der A9 die bedeutendste Fernverkehrsstraße der schottischen Highlands. Die Far North Line verläuft entlang der Nordküste.
Während der beiden Weltkriege befand sich der militärisch bedeutende Hafen von Invergordon an der Nordküste des Moray Firth. Er wurde jedoch 1956 geschlossen. Zu Beginn der 1970er Jahre wurden Anlagen zur Konstruktion und Wartung von Ölbohrplattformen im Cromarty Firth errichtet.